# Круговорот воды в природе
Круговоро́т воды́ в приро́де (гидрологи́ческий цикл), влагооборо́т — процесс циклического перемещения воды в земной биосфере. Состоит из испарения воды, переноса паров воздушными течениями, их конденсации, выпадения в виде осадков (дождь, снег и т. д.) и переноса воды реками и другими водными объектами. Вода испаряется с поверхности суши и водоёмов (рек, озёр, водохранилищ и т. д.), однако бо́льшая часть воды испаряется с поверхности Мирового океана. Круговорот воды связывает воедино все части гидросферы.
Масса воды на Земле остается довольно постоянной с течением времени, но количество воды в виде льда, пресной воды, соленой воды и атмосферной воды меняется в зависимости от широкого диапазона климатических переменных. Круговорот воды включает обмен энергией, что приводит к изменению температуры. Когда вода испаряется, она забирает энергию из окружающей среды и охлаждает окружающую среду. Когда она конденсируется, он выделяет энергию и нагревает окружающую среду. Этот теплообмен влияет на климат. Испарительная фаза цикла очищает воду, которая затем пополняет землю пресной водой. Поток жидкой воды и льда переносит полезные ископаемые по всему миру. Он также участвует в изменении геологических особенностей Земли посредством процессов, включая эрозию и седиментацию. Круговорот воды также необходим для поддержания большинства видов жизни и экосистем на планете.

## История открытия
В Библии уже несколько тысяч лет назад было записано простое описание круговорота воды в природе:

«Он собирает капли воды, Из тумана они превращаются в дождь,
Проливаются из облаков, Щедро льются на людей»
— Иов. 36:27, 28

«Ветер несётся на юг, а потом возвращается на север. Он кружит и кружит, постоянно движется по кругу. Все реки текут в море, но море не переполняется. Туда, где реки берут начало, они и возвращаются, чтобы снова течь»
— Еккл. 1:6, 7
Представления о круговороте воды также появились в Китае, затем в Индии, где стали использовать дождемеры — приборы для определения количества осадков, то есть там, где установили связь между осадками и стоком воды в реках. В Древней Греции, Древнем Египте, на Ближнем Востоке эта связь не осознавалась, поскольку дожди, питавшие, например, Нил, выпадали где-то в его верховьях, а использовалась вода в засушливых низовьях — в Древнем Египте. На Ближнем Востоке дожди и талые воды Тигра и Евфрата также формировались далеко в горах. В Греции распространен карст, и поэтому Аристотель (384—322 гг. до н. э.) считал, что реки образуются в подземных пустотах.
В Европе о круговороте воды узнали только 500 лет назад, и первые соображения по этому поводу высказал Леонардо да Винчи (1452—1519). В некоторых своих сочинениях он высказал мысли, которые созвучны современным научным представлениям о круговороте воды. Он указывал на значение водопроницаемых геологических пород, образующих водоносные слои в Альпах, объяснял, как происходит восполнение подземных вод и как низинные источники питаются водой. Другие учёные значительно расширили его идеи, но это произошло гораздо позже. Более полные представления о круговороте изложил в книге, изданной в 1580 году во Франции, Бернар Палисси. Он впервые указал на дождевые осадки как основной источник питания рек.
Основоположником учения о круговороте воды считают француза П. Перро (1611—1680), который более известен как строитель водопровода для Лувра — королевского дворца в Париже. Гораздо позже Эразм Дарвин (1731—1802), дед Чарльза Дарвина, объяснил механизм круговорота воды и доказал, что атмосферные осадки обеспечивают ток воды в реках и часть влаги поступает на сушу с моря. Сущность же и значение большого круговорота воды в природе впервые понял знаменитый английский астроном Эдмунд Галлей (1656—1742), дав ему название «Великое явление природы». Он первым рассчитал величину испарения с поверхности океана.
Большой вклад в изучение круговорота воды внёс российский учёный Александр Иванович Воейков (1842—1916), слова которого «реки можно рассматривать как продукт климата» стали признанным положением.

## Описание
Моря теряют из-за испарения больше воды, чем получают с осадками, на суше — положение обратное. Около 84 % общего испарения происходит с поверхности океанов, а над океанами выпадает около 74 % общего количества осадков. Вода непрерывно циркулирует на земном шаре, при этом её общее количество остаётся неизменным.
Три четверти поверхности земного шара покрыты водой. Водную оболочку Земли называют гидросферой. Большую её часть (97 %) составляет соленая вода морей и океанов, а меньшую — пресная вода озер, рек, ледников, грунтовые воды и водяной пар. В круговороте задействовано менее 1 % всей воды, а большая часть остальной сохраняется в виде льдов и снега. Общая сумма осадков, выпадающих на поверхность Земли, примерно равна испарению — 519 тыс. км3 воды. Вынос влаги, испарившейся с поверхности суши, воздушными массами в океан незначителен.
Постоянный обмен влагой между гидросферой, атмосферой и земной поверхностью, состоящий из процессов испарения, передвижения водяного пара в атмосфере, его конденсации в атмосфере, выпадения осадков и стока, получил название круговорота воды в природе. Атмосферные осадки частично испаряются, частично образуют временные и постоянные водоемы, частично — просачиваются в землю и образуют подземные воды.
Круговорот воды происходит под влиянием солнечной радиации и сил тяжести. Солнце нагревает воду в океанах и морях, и она испаряется, преобразуясь в водяной пар. Параллельный процесс происходит и на суше: вода испаряется с нагретой Солнцем поверхности Земли или испаряется растениями в результате транспирации. В процессе адвекции водяной пар перемещается с воздушными массами, пока в конце концов не оказывается в зоне с низкой температурой. Это вызывает конденсацию влаги в облаках. Облака продолжают перемещаться вместе с воздухом, в то время как сконденсированные капельки воды в них перемешиваются, слипаются и растут в размерах. В итоге вода выпадает в виде осадков над сушей или океаном; при этом океан испаряет больше влаги в атмосферу, чем приобретает от осадков, а суша — наоборот, получает с осадками больше, чем с неё испаряется.
Некоторые осадки выпадают в виде снега или града, дождя со снегом, и могут накапливаться в ледяных шапках и ледниках, которые хранят замороженную воду в течение от нескольких месяцев до десятков тысяч лет. Но даже в таком виде незначительный обмен льдов с атмосферой сохраняется: действует сублимация. В то время, когда температура в зоне отложений повышается, начинается таяние, и вода активно исходит из этих источников.
Большая же часть воды возвращается из атмосферы в виде дождя. Часть выпавших осадков перехватывается листвой растений, не достигнув почвы. Попав на сушу, вода перетекает по земле в виде рек, двигаясь к океанам.
Часть из этой воды впитывается в грунт в результате инфильтрации, проникает глубоко в землю и пополняет водоносные горизонты грунтовых вод, которые также аккумулируют в себе пресную воду в течение длительного времени. Под землёй, как и на её поверхности, тоже существует движение водяных масс, и вода движется, меняя своё местоположение. Грунтовые воды обмениваются водой с поверхностью в виде родников и артезианских скважин (разгрузка грунтовых вод). Эта, а также небольшая часть впитавшейся в землю, но не достигшей уровня водоносных горизонтов воды, попадает назад в поверхностные водные объекты и океан.
Доля воды отводится из почвы, опять же, растениями.
Со временем вода возвращается в океан, чтобы продолжить круговорот.

### Виды образования от разных изменений
Различают два вида круговоротов воды в природе:
1. Большой круговорот — водяной пар, образовавшийся над поверхностью океана, конденсируется, выпадает в виде осадков на сушу и распределяется по трём основным направлениям: одна часть идёт на поверхностный сток; вторая часть просачивается в грунт (подземный сток), а третья часть снова испаряется в атмосферу[4].
2. Малый (океанический) круговорот — вода, которая испарилась над поверхностью суши или океана, опять выпадает в океан в виде атмосферных осадков[4].

Кроме того, различают местный, или внутриматериковый, круговорот, при котором испарившаяся с поверхности суши вода выпадает на сушу в виде атмосферных осадков. Для замкнутых межгорных котловин характерен внутренний круговорот влаги. В конце концов, осадки в процессе движения опять достигают Мирового океана.

### Количественные показатели
В течение календарного года на поверхность планеты выпадает примерно 577 000 км³ осадков, что даёт среднюю высоту их слоя 1130 мм. Из них над просторами суши — 119 000 км³, что даёт среднюю высоту слоя 800 мм, а над Мировым океаном проливается 458 000 км³ при высоте слоя 1270 мм. В процентном соотношении это означает, что Мировому океану достаётся 79 % осадков, хотя он занимает по площади только 71 % площади Земли. Таким образом сумма осадков, достающихся суше, равна 21 %. Обеим полярным шапкам достаётся только 4 % осадков, почти половина от их общего количества распределяется между широтами ± 20° к северу и югу от экватора. Величина речного стока в океаны составляет 47 000 км³, что даёт увеличение их уровня на 130 мм. Учитывая вклад рек получается, что с поверхности океана испаряется в год примерно 1400 мм воды.

### Скорость
| Среда                      | Среднее время обновления |
| -------------------------- | ------------------------ |
| Океаны                     | 3 200 лет                |
| Ледники                    | от 5 до 10 лет           |
| Сезонный снежный покров    | от 2 до 6 месяцев        |
| Почвенная корка            | от 1 до 2 месяцев        |
| Грунтовые воды: паводковые | от 100 до 200 лет        |
| Грунтовые воды: глубинные  | 10 000 лет               |
| Озера                      | от 15 до 17 лет          |
| Реки                       | от 17 до 19 дней         |
| Атмосфера                  | 10 дней                  |

Скорость переноса различных видов воды изменяется в широких пределах, так и периоды расходов, и периоды обновления воды также разные. Они изменяются от нескольких часов до нескольких десятков тысячелетий. Атмосферная влага, которая образуется при испарении воды из океанов, морей и суши, и существует в виде облаков, обновляется в среднем через восемь дней.
Воды, входящие в состав живых организмов, восстанавливаются в течение нескольких часов. Это наиболее активная форма водообмена.
Период обновления запасов воды в горных ледниках составляет около 1600 лет, в ледниках полярных стран значительно больше — около 9700 лет.
Полное обновление вод Мирового океана происходит примерно раз в 2700 лет.

## Физические процессы
Круговорот воды включает следующие процессы:
- Адвекция — движение воды через атмосферу в горизонтальном направлении[7]. Без адвекции вода, испаряющаяся над океанами, не могла бы выпадать в осадок над сушей. Примером адвекции являются атмосферные реки, которые перемещают большие объёмы водяного пара на большие расстояния[8].
- Перехват воды — осадки, перехваченные листвой растений, в конечном итоге испаряются обратно в атмосферу, а не падают на землю.
- Конденсация — превращение водяного пара в жидкие капли воды в воздухе, создание облака и тумана[9].
- Десублимация — превращение водяного пара непосредственно в лёд, минуя жидкое состояние.
- Испарение — превращение воды из жидкой фазы в газообразную по мере её движения из земли или водоёмов в вышележащую атмосферу[10]. Источником энергии для испарения является прежде всего солнечное излучение. Испарение часто неявно включает транспирацию растений, хотя вместе они называются эвапотранспирацией. Общая годовая эвапотранспирация составляет примерно 505 000 км3 воды, из которых 434 000 км3 испаряется из океанов[11]. Океан является источником 86 % глобального испарения[12].
- Инфильтрация — проникновение воды с поверхности земли в землю. После проникновения вода становится почвенной влагой или грунтовыми водами[13]. Однако недавнее глобальное исследование с использованием стабильных изотопов воды показывает, что не вся почвенная влага в равной степени доступна для подпитки грунтовых вод или транспирации растений[14].
- Перколяция — протекание вода вертикально через почву и скалы под действием силы тяжести.
- Осадки — конденсированный водяной пар, выпадающий на поверхность Земли. Большинство осадков выпадает в виде дождя, но также включает снег, град, капли тумана, мокрый снег[15]. Приблизительно 505 000 км3 воды выпадает в виде осадков каждый год, 398 000 км3 из них над океанами[11][16]. Осадки в виде дождя составляют 107 000 км3 воды в год, а снег только 1000 км3[16]. 78 % глобальных осадков выпадает над океаном[17].
- Сток — движение воды по суше. Сюда входят как поверхностный, так и русловой сток. По мере течения вода может просачиваться в землю, испаряться в воздух, накапливаться в озёрах или водохранилищах или извлекаться для сельскохозяйственных или других нужд человека.
- Таяние снега — образование стока за счёт таяния снега.
- Сублимация — переход воды из твердого состояния (снега или льда) в состояния водяного пара, минуя жидкое состояние[18].
- Подземный поток — поток воды под землёй, в аэрационной зоне и водоносных горизонтах. Подземные воды могут возвращаться на поверхность (например, в виде родника или в результате перекачки) или, в конечном счёте, просачиваться в океан. Вода возвращается на поверхность земли на более низкой высоте, чем там, где она просочилась, под действием силы тяжести или гравитационного давления. Подземные воды имеют тенденцию двигаться медленно и медленно пополняться, поэтому они могут оставаться в водоносных горизонтах в течение тысяч лет.
- Транспирация — выделение водяного пара из растений и почвы в воздух.

## Изменения, вызванные человеком

### Ускорения круговорота воды из-за глобального потепления
С середины XX века изменение климата, вызванное деятельностью человека, привело к наблюдаемым изменениям в мировом круговороте воды.:85
Шестой оценочный доклад МГЭИК за 2021 год прогнозирует, что эти изменения будут продолжаться как на глобальном, так и на региональных уровнях.:85. Полученные результаты исходят из научного консенсуса, сформулированного на пятом оценочном отчете МГЭИК от 2007 года и других специальных докладах Межправительственной группы экспертов по изменению климата, в которых уже говорилось, что круговорот воды будет продолжать «ускоряться» в течение XXI века.
Отступление ледников также является примером изменяющегося водного цикла, когда поступление воды в ледники за счет осадков не может соответствовать потерям воды в результате таяния и испарения. Данный процесс происходит с 1850 года и стал достаточно обширным.:1273

### Изменения, связанные с другой человеческой активностью
Деятельность человека, кроме той, которая приводит к глобальному потеплению из-за выбросов парниковых газов, также может изменить круговорот воды. В шестом оценочном отчете МГЭИК говорится о существовании «многочисленные доказательства того, что изменения в землепользовании и почвенном покрове изменяют круговорот воды на глобальном, региональном и локальном уровнях за счет изменения осадков, испарения, затопления, подземных вод и доступности пресной воды для различных целей.».:1153
Примерами изменений в землепользовании являются преобразование полей в городские районы или вырубка лесов. Такие изменения могут повлиять на способность почв поглощать поверхностные воды. Вырубка лесов также может «не только непосредственно уменьшить влажность почвы, испарение и количество осадков на местном уровне, но и вызвать региональные изменения температуры, которые влияют на характер осадков».:1153 Сброс водоносного горизонта или перерасход и откачка подземных вод увеличивает общее количество воды в гидросфере, потому что вода, которая «ранее находилась в земле, теперь находится в непосредственном контакте с атмосферой, будучи доступной для испарения».:1153